# Briefmarken-Jahrgang 1966 der Deutschen Bundespost Berlin
Der Briefmarken-Jahrgang 1966 der Deutschen Bundespost Berlin umfasste acht Sondermarken und 21 Dauermarken.
Der Nennwert der Marken betrug 14,63 DM; dazu kamen 1,10 DM als Zuschlag für wohltätige Zwecke.

## Liste der Ausgaben und Motive
Legende
- Bild: Eine bearbeitete Abbildung der genannten Marke. Das Verhältnis der Größe der Briefmarken zueinander ist in diesem Artikel annähernd maßstabsgerecht dargestellt. Sollten keine Marken abgebildet sein, liegt es daran, dass das Urheberrecht des Künstlers noch nicht erloschen ist.
- Beschreibung: Eine Kurzbeschreibung des Motivs und/oder des Ausgabegrundes. Bei ausgegebenen Serien oder Blocks werden die zusammengehörigen Beschreibungen mit einer Markierung versehen eingerückt.
- Wert: Der Frankaturwert der einzelnen Marke in Pfennig. Ein „+“ bedeutet, dass es sich um eine Zuschlagsmarke handelt (= Frankaturwert + Spende).
- Ausgabedatum: Das Datum des erstmaligen Verkaufs dieser Briefmarke.
- Gültig bis: Das Datum, an dem die Gültigkeit endete.
- Auflage: Soweit bekannt, wird hier die zum Verkauf angebotene Anzahl dieser Ausgabe angegeben.
- Entwurf: Soweit bekannt, wird hier angegeben, von wem der Entwurf dieser Marke stammt.
- Mi.-Nr.: Diese Briefmarke wird im Michel-Katalog unter der entsprechenden Nummer gelistet.

| Sondermarken | |                  |                       |                   |             |                        |         |
| Bild         | Beschreibung | Werte in Pfennig | Ausgabe- datum (1966) | gültig bis        | Auflage     | Entwurf                | Mi.-Nr. |
|              | Für die Jugend 1966: Hochwild - Rehbock, Capreolus capreolus                                                                                              | 10+5             | 22. April             | 31. Dezember 1967 | 2.913.000   | Paul Froitzheim        | 291     |
|              | - Gämse, Rupicapra rupicapra | 20+10            | 22. April             | 31. Dezember 1967 | 3.248.000   | Paul Froitzheim        | 292     |
|              | - Damhirsch, Dama dama | 30+15            | 22. April             | 31. Dezember 1967 | 2.905.000   | Paul Froitzheim        | 293     |
|              | - Rothirsch, Cervus elaphus | 50+25            | 22. April             | 31. Dezember 1966 | 2.900.000   | Paul Froitzheim        | 294     |
|              | Wohlfahrtsmarken 1966: Märchen der Brüder Grimm: Der Froschkönig - Die Prinzessin bittet den Frosch, die verlorene goldene Kugel aus dem Brunnen zu holen | 10+5             | 5. Oktober            | 31. Dezember 1968 | 5.365.000   | Stefula                | 295     |
|              | - Die Prinzessin speist mit dem Frosch | 20+10            | 5. Oktober            | 31. Dezember 1968 | 5.527.000   | Stefula                | 296     |
|              | - Der Frosch hat sich in einen schönen Prinzen verwandelt                                                                                                 | 30+15            | 5. Oktober            | 31. Dezember 1968 | 4.765.000   | Stefula                | 297     |
|              | - Prinz und Prinzessin in der Hochzeitskutsche | 50+25            | 5. Oktober            | 31. Dezember 1968 | 3.967.000   | Stefula                | 298     |
| Dauermarken  | |                  |                       |                   |             |                        |         |
| Bild         | Beschreibung | Werte in Pfennig | Ausgabe- datum (1966) | gültig bis        | Auflage     | Entwurf                | Mi.-Nr. |
|              | Dauermarkenserie: Deutsche Bauwerke aus zwölf Jahrhunderten - Berliner Tor, Stettin, polnisch: Szczecin, in Westpommern                                   | 5                | 15. Juni              | 31. Dezember 1991 | 15.000.000  | Otto Rohse             | 270     |
|              | - Burg Pfalzgrafenstein, bei Kaub im Rhein | 8                | 15. Juni              | 31. Dezember 1991 | 40.000.000  | Otto Rohse             | 271     |
|              | - Wallpavillon des Dresdner Zwingers | 10               | 21. Juni 1967         | 31. Dezember 1991 | 210.000.000 | Otto Rohse             | 272     |
|              | - Torhalle Lorsch | 20               | 17. November 1967     | 31. Dezember 1991 | 40.000.000  | Otto Rohse             | 273     |
|              | - Das Nordertor in Flensburg | 30               | 7. Januar             | 31. Dezember 1991 | 21.000.000  | Otto Rohse             | 274     |
|              | - Das Nordertor in Flensburg | 30               | 17. Februar 1967      | 31. Dezember 1991 | 45.000.000  | Otto Rohse             | 275     |
|              | - Die Pfälzer Burg Trifels | 40               | 4. August 1967        | 31. Dezember 1991 | 5.000.000   | Otto Rohse             | 276     |
|              | - Das Schlosstor in Ellwangen (Jagst) | 50               | 4. August 1967        | 31. Dezember 1991 | 9.000.000   | Otto Rohse             | 277     |
|              | - Das Treptower Tor in Neubrandenburg | 60               | 14. April 1967        | 31. Dezember 1991 | 6.000.000   | Otto Rohse             | 278     |
|              | - Das Osthofentor, Soest | 70               | 14. April 1967        | 31. Dezember 1991 | 6.000.000   | Otto Rohse             | 279     |
|              | - Ellinger Tor Weißenburg in Bayern | 80               | 21. Juni 1967         | 31. Dezember 1991 | 5.000.000   | Otto Rohse             | 280     |
|              | - Zschokkesches Stift, Königsberg (Preußen) | 90               | 15. Juni              | 31. Dezember 1991 | 6.000.000   | Otto Rohse             | 281     |
|              | - Melanchthonhaus Wittenberg | 1 DM             | 7. November           | 31. Dezember 1991 | 12.000.000  | Otto Rohse             | 282     |
|              | - Trinitatishospital in Hildesheim | 1,10 DM          | 13. Dezember          | 31. Dezember 1991 | 6.000.000   | Otto Rohse             | 283     |
|              | - Schloss Tegel | 1,30 DM          | 23. März 1969         | 31. Dezember 1991 | 4.000.000   | Otto Rohse             | 284     |
|              | - Bürgerhalle im Rathaus, Löwenberg in Schlesien | 2 DM             | 13. Dezember          | 31. Dezember 1991 | 6.000.000   | Otto Rohse             | 285     |
|              | Dauermarkenserie: Brandenburger Tor | 10               | 24. Oktober           | 31. Dezember 1991 | unbekannt   | Bundesdruckerei Berlin | 286     |
|              | - Brandenburger Tor | 20               | 24. Oktober           | 31. Dezember 1991 | unbekannt   | Bundesdruckerei Berlin | 287     |
|              | - Brandenburger Tor | 30               | April                 | 31. Dezember 1991 | unbekannt   | Bundesdruckerei Berlin | 288     |
|              | - Brandenburger Tor | 50               | 24. Oktober           | 31. Dezember 1991 | unbekannt   | Bundesdruckerei Berlin | 289     |
|              | - Brandenburger Tor | 100              | 14. April 1967        | 31. Dezember 1991 | unbekannt   | Bundesdruckerei Berlin | 290     |

## Zusammendruck

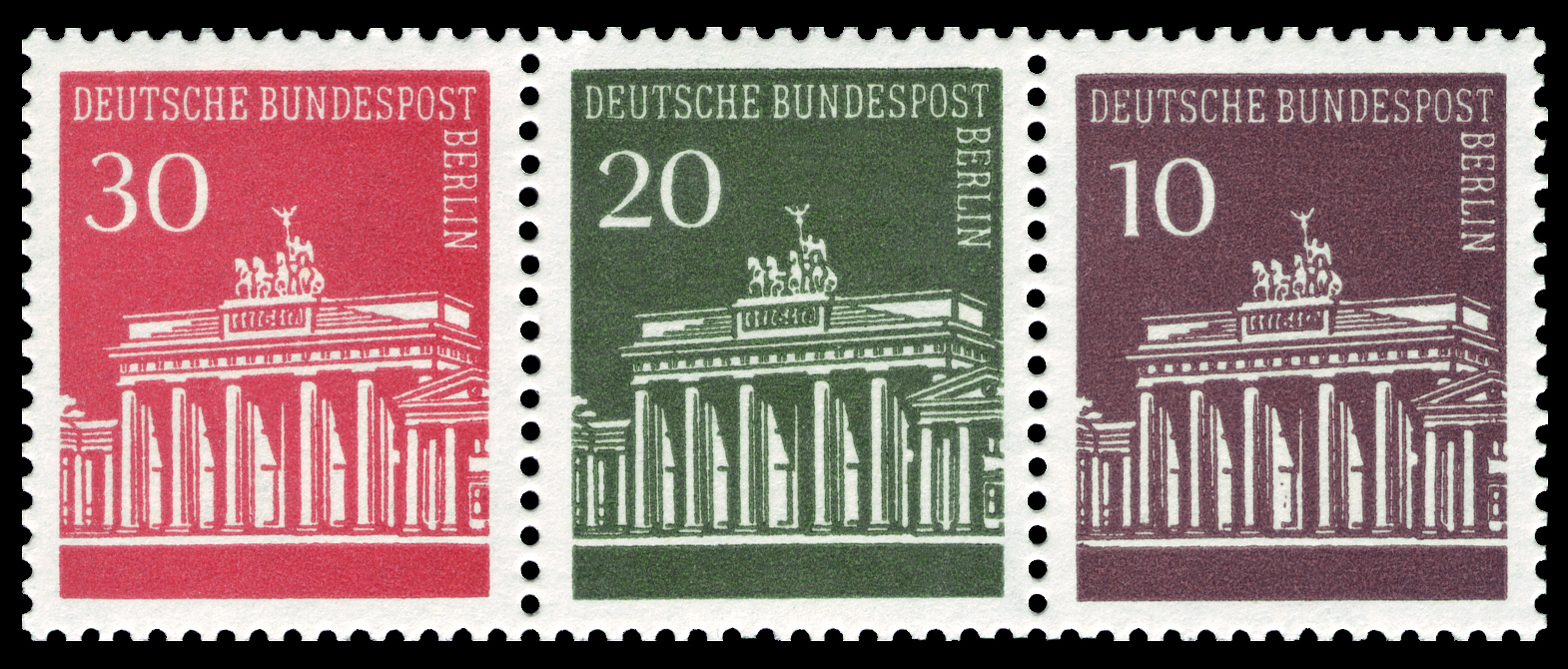
Zusammendruck mit drei Werten aus Markenheftchenblatt